# Monte Santa Croce (La Spezia)
Il Monte Santa Croce si eleva per 543 m s.l.m. nella parte nord-occidentale del golfo della Spezia. È uno dei rilievi dell'Appennino spezzino.

## Geologia
Costituito da calcari e dolomie, il monte Santa Croce ha una caratteristica forma tronco conica, con i fianchi ripidi ricoperti di fitti boschi e la vetta quasi pianeggiante. 
Sul versante nord-est del monte affiora un filone di marmo Portoro che in passato diede origine a diverse cave .

A sud-ovest della cima si apre una dolina detta dei Bozi di Pilloa sul cui fondo si trovano alcuni resti di un laghetto .

## Vicende storiche
Il monte Santa Croce è storicamente legato alle vicende dell'Abbazia di San Venerio del Tino e alla medievale Casa Pilloa , antico complesso ospitaliero monastico costruito nel XIII secolo per fornire assistenza ed ospitalità a pellegrini e viandanti..
Più in basso, sopra la località di Fabiano, è il Santuario della Madonna dell’Olmo, le cui vicende sono legate a Casa Pilloa.
Sulla piatta vetta e ben nascosta nella fitta boscaglia nel 1928 era stata costruita una batteria militare (oggi dismessa) che era parte integrante del Sistema fortificato del Golfo della Spezia. 

## Panorama
Il punto di partenza per la salita al Monte Santa Croce è il quartiere di Fabiano da dove inizia il sentiero 525 che porta a Sella di Gesuela.
Lungo il percorso si incontra un cavaneo degli antichi Liguri Apuani.
Dalla vetta si apre un ampio panorama sul Golfo della Spezia e sui promontori di Portovenere e Montemarcello, sulle Alpi Apuane e sull’Appennino Tosco-Emiliano dal monte Bràiola al Monte Prado. 

Verso est si segue la costa toscana e, nelle giornate limpide, si possono osservare le colline pisane e livornesi. Verso sud-est si possono scorgere l’ Elba e la Gorgona.